# Tratado de Sucessão de Heidelberga

Brasão do Príncipe-Eleitor Palatino, com a insígnia de Arqui-Senescal do Império.

O Tratado de Sucessão de Heidelberga (em alemão:  Heidelberger Sukzessionsvertrag) foi um acordo celebrado em 2 de novembro de 1553 entre os diversas linhagens do ramo palatino da Casa de Wittelsbach, assinado na cidade de Heidelberga, capital do Eleitorado do Palatinado.
O objetivo deste acordo era manter no ramo palatino dos Wittelsbach a dignidade eleitoral, tendo em conta a esperada extinção da linha dos Príncipes-Eleitores (Kurlinie).
De facto, o ramo bávaro dos Wittelsbach reivindicava a dignidade de Eleitor tendo em conta o Tratado de Pavia, de 1329, que especificava que os dois ramos dos Wittelsbach (o palatino e o bávaro) se deviam alternar nessa dignidade.
Apesar disso, o Eleitor sempre fora um príncipe do ramo palatino, tal como previsto na Bula Dourada de 1356 que atribuía ao Conde Palatino do Reno o cargo de Mordomo-mor (Erztruchsess) do Sacro Império Romano-Germânico.

## Os intervenientes
O Príncipe eleitor do Palatinado era, em 1553, Frederico II. Nem ele nem os seus dois parentes mais próximos tinham qualquer descendência.
Daí que a prevista extinção da linha eleitoral (Kurlinie) preocupasse os membros das outras linhagens palatinas:
- a linha do Palatinado-Simmern, representada pelo velho duque João II do Palatinado-Simmern,[3] e os seus três filhos (Frederico, Jorge e Ricardo); e
- a linha do Palatinado-Zweibrücken, representada pelo duque Wolfgang do Palatinado-Zweibrücken.,[4] que negociava em seu nome e no de seu primo, ainda menor de idade, o duque Jorge João do Palatinado-Veldenz[4]

## Conteudo do tratado
Assim, o acordo sucessório de Heidelberga de 1553, foi solenemente aceite pelas linhas palatinas que o subscreveram e que prometiam cooperar para manterem no ramo Palatino a dignidade e os territórios eleitorais.
Aí se previa que o duque João do Palatinado-Simmern (ou o seu filho mais velho caso ele, entretanto, falecesse) sucederia como príncipe Eleitor e obteria os territórios do eleitorado (Kurpfalz); o duque Wolfgang do Palatinado-Zweibrücken e João Jorge do Palatinado-Veldenz contentar-se-iam com os restantes territórios.
Em 1559, com a morte do último representante da Linha eleitoral, Otão Henrique, a sucessão ocorreu tal como ficara definido no Acordo de Sucessão de Heidelberga seis anos antes:
- Frederico do Palatinado-Simmern (o velho duque João morrera entretanto) recebeu a dignidade eleitoral e os territórios do Eleitorado do Palatinado, onde reinou como Frederico III;
- Wolfgang do Palatinado-Zweibrücken recebeu o Palatinado-Neuburgo,[6] que fora criado uma geração antes; e
- Jorge João do Palatinado-Veldenz recebeu o condado de Lützelstein.[7]